# Charnay (affluent de la Besbre)
Pour les articles homonymes, voir Charnay.
Le Charnay est une rivière française du département de l'Allier de la région Auvergne-Rhône-Alpes et un affluent gauche de la Besbre, c'est-à-dire un sous-affluent de la Loire.

## Géographie
De 12,1 kilomètres de longueur, le Charnay prend sa source sur la commune de Thionne à 302 mètres d'altitude, dans le bois de la Marsaude.
Il coule globalement du sud-ouest vers le nord-est,.
Il conflue sur la commune de Saint-Pourçain-sur-Besbre, à 228 mètres d'altitude, près du lieu-dit la Colombine.

### Communes traversées
Le Charnay traverse 3 communes de l'Allier, soit de l'amont vers l'aval : Thionne, Vaumas, Saint-Pourçain-sur-Besbre.

### Zone hydrographique et affluents
Les bassins hydrographiques sont découpés dans le référentiel national BD Carthage en éléments de plus en plus fins, emboîtés selon quatre niveaux : régions hydrographiques, secteurs, sous-secteurs et zones hydrographiques. Le bassin versant du Charnay s'insère dans la zone hydrographique « La Besbre du Graveron (Nc) à la Loire (Nc)  », au sein du bassin DCE plus large « La Loire, les cours d'eau côtiers vendéens et bretons ». 
Le Charnay reçoit le tribut de divers petits affluents de moins de 10 km de longueur.

## Pêche et peuplements piscicoles

### Classement
Sur le plan piscicole, le Charnay est classé en deuxième catégorie piscicole. L'espèce biologique dominante est constituée essentiellement de poissons blancs (cyprinidés) et de carnassiers (brochet, sandre et perche). 

### Réserve biologique
Un cours d’eau est considéré comme réserve biologique lorsqu'il comprend une ou plusieurs zones de reproduction ou d’habitat des espèces de phytoplanctons, de macrophytes et de phytobenthos, de faune benthique invertébrée et l’ichtyofaune, et permet leur répartition dans un ou plusieurs cours d’eau du bassin versant. Les réservoirs biologiques, nécessaires au maintien ou à l’atteinte du bon état écologique des cours d’eau, correspondent donc :
- à un tronçon de cours d’eau ou annexe hydraulique qui va jouer le rôle de pépinière, de « fournisseur » d’espèces susceptibles de coloniser une zone naturellement ou artificiellement appauvrie (réensemencement du milieu) ;
- à des aires où les espèces peuvent accéder à l’ensemble des habitats naturels nécessaires à l’accomplissement des principales phases de leur cycle biologique (reproduction, abri-repos, croissance, alimentation).

Dans le cadre des travaux préparatoires à l'élaboration de ce classement au sein du SDAGE Loire-Bretagne 2016-2021, Le Charnay et ses affluents, depuis la source jusqu'à sa confluence avec la Besbre, sont répertoriés comme réserve biologique, sous l'identifiant RESBIO_571. Les espèces présentes sont : la truite fario, la lamproie de Planer, la lotte, le chabot, le brochet, le spirlin, la vandoise, le vairon.

## Qualité des eaux

### État des masses d'eau et objectifs
Issu de la Directive cadre européenne sur l’eau (DCE) du 23 octobre 2000, le découpage en masses d’eau permet d'utiliser un référentiel élémentaire unique employé par tous les pays membres de l'Union européenne. Une masse d'eau de surface est une partie distincte et significative des eaux de surface, telles qu'un lac, un réservoir, une rivière, un fleuve ou un canal, une partie de rivière, de fleuve ou de canal, une eau de transition ou une portion d’eaux côtières. Pour les cours d’eau, la délimitation des masses d’eau est basée principalement sur la taille du cours d’eau et la notion d’hydro-écorégion. Ces masses d’eau servent ainsi d’unité d’évaluation de l’état des eaux dans le cadre de la directive européenne. Le Charnay fait partie de la masse d'eau codifiée FRGR1471 et dénommée « le Charnay et ses affluents, depuis la source jusqu'à la confluence avec la Besbre ».
Le schéma directeur d'aménagement et de gestion des eaux (Sdage) Loire-Bretagne est un document de planification dans le domaine de l’eau. Il définit, pour une période de six ans les grandes orientations pour une gestion équilibrée de la ressource en eau ainsi que les objectifs de qualité et de quantité des eaux à atteindre dans le bassin Loire-Bretagne. L'état des lieux 2013 défini dans la SDAGE 2016 – 2021 et les objectifs à atteindre pour cette masse d'eau sont les suivants,,, :

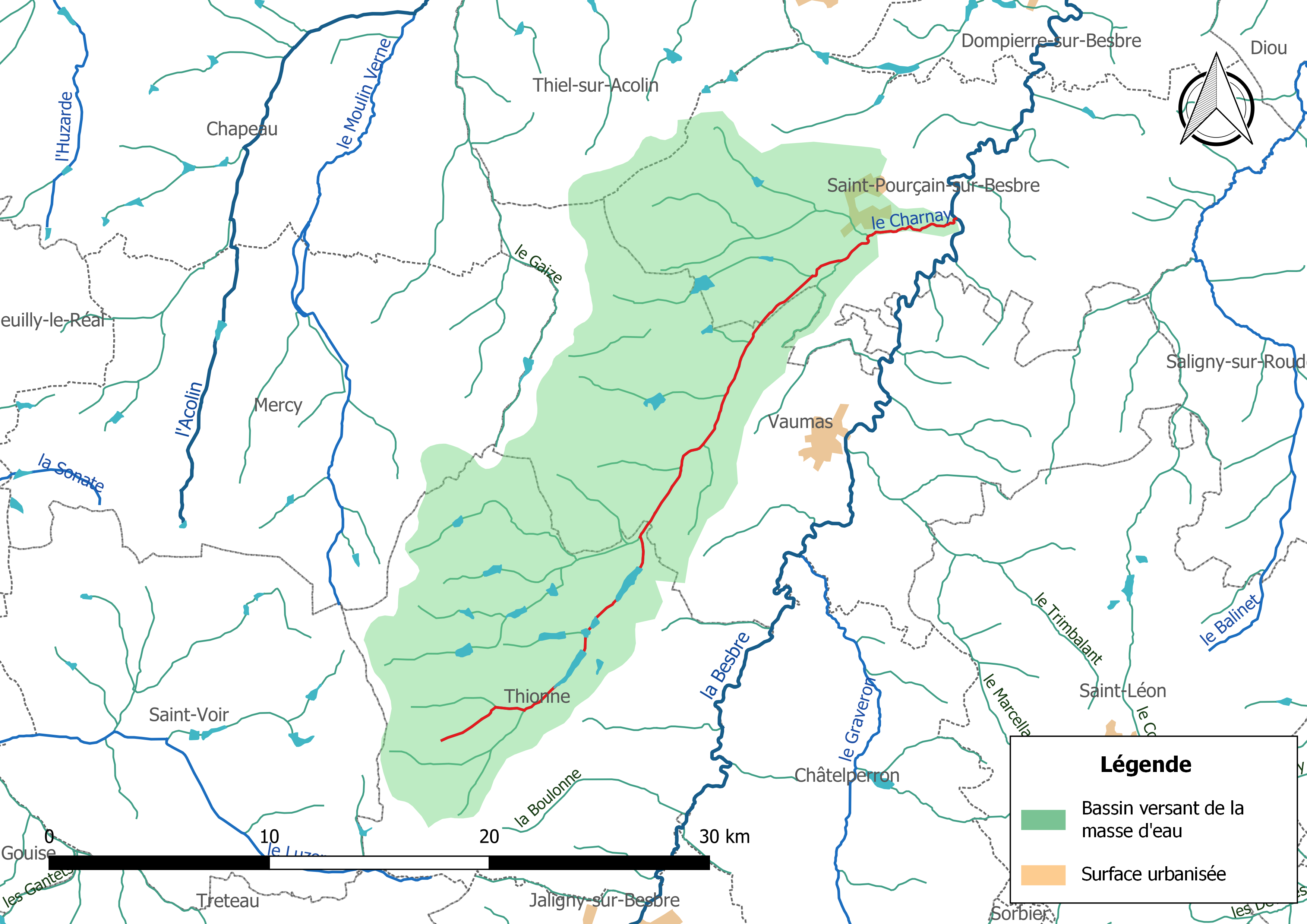
Masse d'eau « FRGR1471 », avec mise en exergue du cours d'eau « le Charnay » (en rouge).

| Code masse d'eau | Libellé masse d'eau                                                                | État écologique 2013 des cours d'eau | État écologique 2013 des cours d'eau | État écologique 2013 des cours d'eau | État écologique 2013 des cours d'eau | Objectifs                  | Objectifs                  | Objectifs                | Objectifs                | Objectifs              | Objectifs              |
| Code masse d'eau | Libellé masse d'eau                                                                | État écologique                      | État biologique                      | État physico-chimie générale         | État Polluants spécifiques           | Objectif d'état écologique | Objectif d'état écologique | Objectif d'état chimique | Objectif d'état chimique | Objectif d'état global | Objectif d'état global |
| ---------------- | ---------------------------------------------------------------------------------- | ------------------------------------ | ------------------------------------ | ------------------------------------ | ------------------------------------ | -------------------------- | -------------------------- | ------------------------ | ------------------------ | ---------------------- | ---------------------- |
| FRGR1471         | le Charnay et ses affluents, depuis la source jusqu'à la confluence avec la Besbre | Moyen                                | Bon état                             | Bon état                             |                                      | Bon état                   | 2027                       | Bon état                 | ND                       | Bon état               | 2027                   |

## Hydrologie
Le Charnay traverse une seule zone hydrographique La Besbre du Graveron (NC) à la Loire (NC) (K156) est de 13 936 km2. Le rang de Strahler est de deux.

## Écologie et tourisme
On trouve de nombreuses espèces dans le bassin versant de la Besbre.

## Gouvernance

### Échelle du bassin
En France, la gestion de l’eau, soumise à une législation nationale et à des directives européennes, se décline par bassin hydrographique, au nombre de sept en France métropolitaine, échelle cohérente écologiquement et adaptée à une gestion des ressources en eau. Le Charnay est sur le territoire du bassin Loire-Bretagne et l'organisme de gestion à l'échelle du bassin est l'agence de l'eau Loire-Bretagne.